# Gabriël Çulhacı
Gabriël Çulhacı (Amsterdam, 30 december 1999) is een Nederlands voetballer die doorgaans als verdediger speelt. 

## Carrière

### FC Utrecht
Gabriël Çulhacı speelde in de jeugd van AVV Zeeburgia en FC Utrecht. Sinds 2018 speelt hij met Jong FC Utrecht in de Eerste divisie. In het seizoen 2017/18 zat hij twee wedstrijden op de bank voor Jong FC Utrecht, maar hij kwam nog niet in actie. Hij debuteerde voor Jong FC Utrecht in de eerste wedstrijd van het seizoen 2018/19, de met 5-0 verloren uitwedstrijd tegen Go Ahead Eagles. In het seizoen 2019/20 zat hij twee wedstrijden op de bank bij het eerste elftal, maar hij kwam nog niet in actie.

### N.E.C.
Voor het seizoen 2020/21 wordt hij verhuurd door FC Utrecht aan N.E.C. Bij zijn debuut mocht hij Souffian El Karouani vervangen in de met 6-0 gewonnen thuiswedstrijd tegen FC Eindhoven op 3 oktober 2020. Op 28 januari 2021 werd deze verhuurperiode vroegtijdig beëindigd.

### Helmond Sport en HB Køge
Na nog anderhalf seizoen bij Jong FC Utrecht, ging hij medio 2022 naar Helmond Sport. In zijn eerste seizoen kwam hij tot 22 wedstrijden voor Helmond Sport in de Eerst divisie. In het seizoen 2023/24 kwam hij minder aan bod. Op 31 januari 2024 liet Helmond Sport hem transfervrij naar het Deense HB Køge vertrekken. Hij tekende een contract tot het einde van het seizoen 2023/24 bij de club die uitkomt in de 1. division.

### Statistieken
| Seizoen                    | Club            | Competitie     | Competitie | Competitie | Beker | Beker | Overig | Overig | Totaal | Totaal |
| Seizoen                    | Club            | Competitie     | Wed.       | Dlp.       | Wed.  | Dlp.  | Wed.   | Dlp.   | Wed.   | Dlp.   |
| -------------------------- | --------------- | -------------- | ---------- | ---------- | ----- | ----- | ------ | ------ | ------ | ------ |
| 2017/18                    | Jong FC Utrecht | Eerste divisie | 0          | 0          | –     | –     | –      | –      | 0      | 0      |
| 2018/19                    | Jong FC Utrecht | Eerste divisie | 28         | 0          | –     | –     | –      | –      | 28     | 0      |
| 2019/20                    | Jong FC Utrecht | Eerste divisie | 25         | 0          | –     | –     | –      | –      | 25     | 0      |
| 2019/20                    | FC Utrecht      | Eredivisie     | 0          | 0          | –     | –     | –      | –      | 0      | 0      |
| 2020/21                    | → N.E.C.        | Eerste divisie | 3          | 0          | 0     | 0     | –      | –      | 3      | 0      |
| 2020/21                    | Jong FC Utrecht | Eerste divisie | 12         | 0          | –     | –     | –      | –      | 12     | 0      |
| 2021/22                    | Jong FC Utrecht | Eerste divisie | 31         | 0          | –     | –     | –      | –      | 31     | 0      |
| 2022/23                    | Helmond Sport   | Eerste divisie | 22         | 0          | 1     | 0     | –      | –      | 23     | 0      |
| 2023/24                    | Helmond Sport   | Eerste divisie | 8          | 0          | 0     | 0     | –      | –      | 8      | 0      |
| 2023/24                    | HB Køge         | 1. division    | 2          | 0          | 0     | 0     | –      | –      | 2      | 0      |
| Carrièretotaal             | Carrièretotaal  | Carrièretotaal | 131        | 0          | 1     | 0     | 0      | 0      | 132    | 0      |
| Bijgewerkt op 6 maart 2024 |                 |                |            |            |       |       |        |        |        |        |